# Wilmar Cruz
Wilmar Alexander Cruz Moreno (Sipí, Chocó, Colombia; 27 de julio de 1993) es un futbolista colombiano. Juega como delantero y actualmente milita en La Equidad de la Categoría Primera A colombiana.

## Clubes
| Club              | País        | Año         |
| ----------------- | ----------- | ----------- |
| Atlético Nacional | Colombia    | 2013        |
| Expreso Rojo      | Colombia    | 2014        |
| Villa San Carlos  | Argentina   | 2015        |
| Deportivo Español | Argentina   | 2016        |
| Leones            | Colombia    | 2017 - 2018 |
| Deportivo Pasto   | Colombia    | 2018        |
| Leones            | Colombia    | 2019        |
| Orsomarso         | Colombia    | 2020        |
| Santa Tecla       | El Salvador | 2020        |
| Boyacá Chicó      | Colombia    | 2021 - 2024 |
| La Equidad        | Colombia    | 2025 - Act. |

## Palmarés

### Torneos nacionales
| Título              | Club              | País     | Temporada |
| ------------------- | ----------------- | -------- | --------- |
| Categoría Primera A | Atlético Nacional | Colombia | 2013-I    |
| Categoría Primera A | Atlético Nacional | Colombia | 2013-II   |
| Copa Colombia       | Atlético Nacional | Colombia | 2013      |
| Categoría Primera B | Boyacá Chicó      | Colombia | 2022      |